# مشروع الجينوم البشري

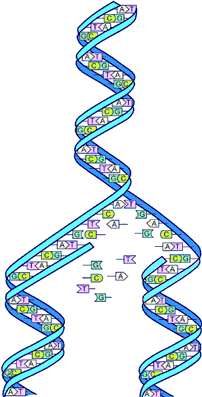
شكل 1: عملية تضاعف الدنا ، (اقرأ اسفله).

نموذج يوضح بنية جزء من الدنا (DNA orbit animated.gif).

الجينوم البشري (بالإنجليزية: Human genome) هو كامل المادة الوراثية المكونة من (الحمض الريبي النووي منزوع الأكسجين) والذي يعرف اختصارا الدنا DNA. يحتوي الجينوم البشري على ما بين 20-25 ألف جين gene (المورثات) موجودة ومرتبة على هيئة ثلاثة وعشرين زوجاً من الكروموسومات (أو الصبغيات) في نواة الخلية. يوجد نوعين من الكروموسومات. النوع الأول هو الكروموسومات الجسدية (somatic) وعددها 22 والنوع الثاني هي الكروموسومات الجنسية (X وY) والتي تحدد الجنس من ذكر أو أنثى. تحمل تلك الجينات (المورثات) جميع البروتينات اللازمة للحياة في الكائن الحي. وتحدد هذه البروتينات - ضمن أشياء أخرى - هيئة الشخص، وطوله ولون عيناه وهكذا، إلى جانب كيف يستقبل metabolize جسمه الطعام أو يقاوم العدوى، وأحياناً يحدد حتى الطريقة التي يتصرف بها. ويختلف حجم الجينوم وعدد الجينات بين الكائنات الحية.
ويتكون جزيء الحمض النووي الرايبوزي منقوص الأكسجين DNA في البشر والرئيسيات، من سلسلتين يلتف كل منهما حول الآخر بحيث يشبهان السلم الملتوي. وتتكون السلسلتان المتوازيتان من جزيئات سكر خماسي والفوسفات، والسلسلتان مرتبطتان عرضيا بواسطة جزيئات تسمى dafirungs من مواد كيميائية تحتوي على النتروجين، وتلك الجزيئات حلقية وتسمى القواعد النتروجينية bases ويرمز إليها اختصاراً A وT وC وG. وتتكرر هذه القواعد مليارات المرات في جميع أجزاء الجينوم (مجموعة الكروموسومات). ويحتوي الجينوم البشري، على سبيل المثال، على 3 مليارات زوج من هذه القواعد (لو رمزنا لكل قاعدة بحرف من حروف الكتابة لملأت 3 آلاف كتاب يحتوي كل كتاب على 500 صفحة، أي لشكل مجموعها كتاب كبير يبلغ ارتفاعه ارتفاع ناطحة السحاب مبنى إمباير ستيت، كل ذلك في نواة خلية بشرية واحدة). ويحتوي الجسم البشري على نحو 80 تريليون (80,000,000,000,000,000,000) خلية!
اختصارات الجزيئات (النيوكليوتيدات) المذكورة التي توصل بين السلسلة اليمنى للدنا بالسلسلة اليسرى هي:
- أدينين Adenine وتختصر A
- غوانين Guanine وتختصر G
- الثايمين Thymine وتختصر T
- السايتوسين Cytosine وتختصر C
- (أنظر الحمض النووي الرايبوزي منقوص الأكسجين)

تربط بين السلسلتين دائما جزيئين من النيوكليوتيدات؛ إما A - T أو T - A أو G - C أو C - G . ولا تصلح رابطات أخرى.اى يتكامل كل منهما مع الآخر ميزة تلك الطريقة البارعة هو أنه إذا تلف أحد الجزيئين المتكاملين فإن بدلاله الآخر يستطيع مجموعه من (20) انزيم ربط استبدال النيوكلوتيده التالفه بنيوكليوتيده جديده تتزاوج وتتكامل مع الثانية السليمه، أي أن الدنا يمكن اصلاحه. ليس هذا فقط، وإنما في استطاعة الدنا «مضاعفة» نفسه. لنتخيل أننا شققنا الدنا من وسطه طوليا فأصبحت كل سلسلة منفصلة عن الأخرى (أنظر الشكل 1)، حينئذ تستطيع كلا السلسلتين بما هو متصل بها من الجزيئات القاعدية تكوين سلسلة جديدة عليها الجزيئات القاعدية المناسبة: مثل T هنا تكوّن A هناك، وC هنا تكوّن G على السلسلة الجديدة. أي تصبح السلسلة الجديدة «قالبا» يمكن أن يكوّن بنفس المبدأ سلسلة مناظرة للسلسلة الأولى؛ أي يمكن لكل سلسلة مضاعفة نفسها، وبالتالي يمكن للدنا مضاعفة نفسه؛ وهذا «توالد». ومن هنا تنبع الحياة.

## تمهيد

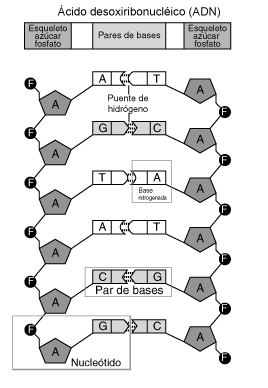
سلسلة من النوكليوتيدات تكوّن جزءا من الدنا.

- يعد الترتيب المحدد للقواعد A وT وC وG في غاية الأهمية، فهذا الترتيب يحدد جميع أوجه التنوع الحيوي. ففي هذا الترتيب تكمن الشفرة الوراثية Genetic code، فكما أن ترتيب الحروف التي تتكون منها الكلمات هو الذي يجعلها ذات معنى، فترتيب هذه الجزيئات يحدد كون هذا الكائن الحي إنساناً أو ينتمي إلى نوع آخر من الأحياء مثل الخميرة أو ذبابة الفاكهة مثلاً، والتي يمتلك كل منها المجين الخاص بها والذي ركزت عليه أبحاث وراثية خاصة عدة.

ونظراً لأن جميع الكائنات الحية ترتبط بعلاقات مشتركة من خلال التشابه في بعض متواليات الدنا DNA، تمكننا الدراسات التي نقوم بها على الكائنات الحية غير البشرية من تحقيق المزيد من الفهم والمعرفة لبيولوجية الإنسان.
- تمثل كل مجموعة مكونة من ثلاثة من الحروف الأربعة على الأقل حمضاً أمينياً معيناً، وبعضها يمكن أن يتكون من مئات أو آلاف الحروف. وهناك 20 وحدة بناء مختلفة - أحماض أمينية - تستخدم في مجموعة هائلة من التوليفات لإنتاج بروتيناتنا. وتكوّن التوليفات المختلفة بروتينات مختلفة بدورها لها وظائف في أجسامنا وتحافظ على حيويته.
- تكفي المعلومات التي يحتوي عليها الجينوم البشري (نحو 3.1 مليار زوجا من القواعد)، عندما يكتب كل 1000 منها في كتاب تبلغ عدد صفحاته 100 صفحة لاحتاج متابتها جميعا 3300 كتابا بهذا الحجم! وهذا كله في نواة خلية بشرية واحدة!
- فيما بيننا نحن البشر، يختلف الدنا DNA من فرد لآخر بنسبة 2.0% فقط، أو 1 من كل 50 حرفاً، ويضع ذلك في الاعتبار أن الخلايا البشرية تحتوي كل منها على نسختين من الكروموسومات؛ واحد من الأب والآخر من الأم.
- إذا أردنا أن نقرأ الجينوم البشري بسرعة حرف واحد في الثانية لمدة 24 ساعة يومياً، فسيستغرق الأمر قرناً كاملاً من الزمان للانتهاء من قراءة كتاب الحياة!
- إذا بدأ شخصان مختلفان في قراءة كتاب الحياة الخاص بكل منهما بسرعة حرف واحد في الثانية، فسيستغرق الأمر نحو ثماني دقائق ونصف الدقيقة (500 ثانية) قبل أن يصلا إلى أول اختلاف في ترتيب حروف كتابيهما!
- يحتاج الطبّاع typist الذي يكتب بسرعة 60 كلمة في الدقيقة (نحو 360 حرفاً) ولمدة ثماني ساعات يومياً، إلى نصف قرن للانتهاء من طباعة كتاب الحياة!
- يتشابه الدنا DNA الخاص بالبشر مع مثيله في الشمبانزي بنسبة 96%.
- يبلغ العدد التقديري للجينات في الإنسان 22.000 من الجينات. أما في الديدان المستديرة فيبلغ العدد 19.000 وفي خلايا الخميرة yeast يبلغ عدد الجينات 6.000 تقريباً، بينما يبلغ عدد جينات الجرثومة المسببة للتدرن 4.000.
- تظل وظيفة الغالبية العظمى (98%) من الدنا DNA الموجودة في الجينوم البشري، غير معروفة لدينا حتى الآن، حيث تشكل الجينات نحو 2% منه فقط وهي الجينات التي تنتج بروتينات وهرمونات. ويبدو أن 98% من سلسلات القواعد الموجودة بين الجينات وبعضها ليست لها وظيفة وكانت بالإنجليزية تسمى Trash بمعنى نفايات أو مهملات. ولكن البحث العلمي الحديث يبين أن لها وظيفة إدارية بالنسبة لتنشيط أو تهدئة عمل الجينات.
- كان أول كروموسوم chromosome بشري فُكَّتْ شفرته بالكامل هو الكروموسوم رقم 22، وقد تم ذلك في المملكة المتحدة في ديسمبر 1999، وتحديداً في مركز (سانجر) بمقاطعة كمبردج.
- يبلغ طول الدنا DNA الموجود في كل من خلايانا 1.8 متر، ولو كدّست حميعها في كتلة لبلغ قطرها 0.0001 سنتيمتر (والتي يمكن أن توضع بسهولة في مساحة بحجم رأس الدبوس).
- إذا فُرِد جميع الدنا DNA الموجود في الجسم البشري طرفا لطرف، يمكن للخيط الناتج أن يصل من الأرض إلى الشمس وبالعكس 600 مرة [100 تريليون ×1.8 متر مقسومة على 148.800.000 كيلومتر = 1200].
- يقوم الباحثون في مشروع الجينوم البشري بفك شفرة 12.000 حرف من الدنا DNA البشري في الثانية الواحدة.

### منظمة للجينوم البشري
ظلت وزارة الطاقة الأمريكية (DOE) والهيئات الحكومية التابعة لها مسؤولة، ولمدة تقارب الخمسين سنة، عن البحث بعمق في الأخطار المحتملة على صحة الإنسان نتيجة لاستخدام الطاقة وللتقنيات المولدة للطاقة - مع التركيز بصورة خاصة على تأثير الإشعاع الذري على البشر وعلى الكائنات الحية. لذلك فمن الإنصاف أن نعلم بأن أغلب ما نعرفه حالياً عن التأثيرات الصحية الضارة للإشعاع على أجسام البشر، نتج عن الأبحاث التي دعمتها هذه الوكالات الحكومية - ومن بينها الدراسات طويلة المدى التي أجريت على الناجين من القنبلتين الذريتين اللتين ألقيتا على مدينتي هيروشيما ونجاساكي، بالإضافة إلى العديد من الدراسات التجريبية التي أجريت على الحيوانات.
لقد استطاع العلم حتى وقت قريب اكتشاف بعض التغيرات الطفيفة التي تحدث في الحمض النووي (الدنا DNA) الذي يحمل شفرة برنامج الوراثة ويوجه الوظائف الحيوية لجسم الإنسان، ويحتاج البحث العلمي الاستمرار في فك ألغاز هذا العدد العظيم من الجينات بغرض معرفة ما يترتب عليها من تغيرات تؤدي إلى المرض، أي معرفة وظيفة كل جين، وما يتبع تغيره من تغير في وظيفته فيتسبب المرض.
في عام 1984، وفي اجتماع مشترك بين وزارة الطاقة الأمريكية واللجنة الدولية للوقاية من المطفرات (Mutagens) والمسرطنات (Carcinogens) البيئية، طرح لأول مرة بصورة جدية ذلك السؤال: (هل يمكننا، أو هل يجب علينا، أن نقوم بتعيين سلسلة (Sequence) الجينوم البشري؟ وبكلمات أخرى: هل علينا تطوير تقنية تمكننا من الحصول على نسخة دقيقة (كلمة بكلمة) للمخطوطة الوراثية الكاملة لإنسان (عادي). وبهذا نتوصل إلى مفتاح اكتشاف التأثيرات المطفرة Mutagenic المفسدة الناتجة عن الإشعاع والسموم المسببة للسرطان.
لم تكن إجابة هذا السؤال من السهولة بمكان، لذلك فقد عقدت جلسات عمل عدة خلال عامي 1985 و1986، وتمت دراسة الموضوع برمته من قبل المجموعة الاستشارية لوزارة الطاقة، ومكتب تقييم التكنولوجيا التابع للكونجرس، والأكاديمية الوطنية للعلوم، بالإضافة إلى الجدل الذي احتدم وقتها بين العلماء أنفسهم على المستويين العام والخاص. وعلى أي حال، فقد استقر الإجماع في نهاية الأمر على أننا يجب أن نخطو في هذا الاتجاه.
في عام 1988، أنشئت منظمة الجينوم البشري (Human Genome Organization (HUGO في الولايات المتحدة، كان هدف هذه المنظمة الدولية هو حل شفرة كامل الجينوم البشري.
أما مشروع الجينوم البشري (HGP) Human Genome Project فهو مشروع بحثي بدأ العمل به رسمياً في عام 1990، وقد كان من المخطط له أن يستغرق 15 عاماً، لكن التطورات التكنولوجية عجلت العمل به حتى أوشك على الانتهاء قبل موعدهِ المحدد لهُ بسنوات. فأعلنت نتائجه الأولية عام 2000، وأعلنت النتيجة النهائية للمشروع عام 2003. وقد أدى ذلك لاجراء أبحاث في مجالات ذات أهداف أبعد. وقد بدأ المشروع في الولايات المتحدة كجهد مشترك بين وزارة الطاقة Department of Energy (DOE)، والمعاهد الوطنية للصحة (NIH). وقد تمثلت الأهداف المعلنة للمشروع فيما يلي:
- التعرف على الجينات التي يحتوي عليها الدنا DNA البشري، وعددها 100.000 جين تقريباً (ونعرف الآن انها نحو 22.000 جين فقط).
- تحديد متوالية sequence القواعد الكيميائية التي تكون الدنا DNA البشري وعـددها 3و3 مليارات زوج قواعد.
- تخزين هذه المعلومات على قواعد بيانات databases.
- تطوير الأدوات اللازمة لتحليل البيانات.
- دراسة القضايا الأخلاقية، والقانونية، والاجتماعية التي قد تنتج عن المشروع (وهي من الخصائص التي تميز مشروع الجينوم البشري الأمريكي عن غيره من المشاريع المشابهة في جميع أنحاء العالم).
- للمساعدة في تحقيق هذه الأهداف، قام الباحثون أيضاً بدراسة التركيب الجيني للعديد من الكائنات الحية غير البشرية، ومنها البكتيريا الشائعة الوجود في أمعاء البشر، وهي الإشريكية القولونية E. coli، وذبابة الفاكهة، وفئران المختبر.

## السلسلة الحيوية
تبدأ سلسلة الـ DNA البشري بأخذ عينات الدم من المتطوعين، والتي تستخلص باستخدام الطرق الكيميائية الروتينية، ثم تجمّع pooled وتبرد عند درجة صفر فهرنهايت، ثم تقطع إلى متواليات متراكبة يبلغ طول كل منها نحو 150.000 حرف. وعلى الرغم من ذلك، لا يوجد في هذه العينات الأصلية مقدار من الـ DNA يكفي لتحليله، ولذلك فالخطوة التالية هي استنساخ (تنسيل: Cloning) كل شظية (شدفة: Fragment) في البكتريا، والتي تصنع نسخاً عدة منها مع تكاثرها.
وتستخدم الربوتات Robots في نقل هذه المستعمرات البكتيرية إلى آلة تضخمها Amplify لدرجة أكبر.
وتسمى التقنية التي تستخدمها هذه الآلة (تفاعل البوليميراز السلسلي Polymerase Chain Reaction - PCR) وقد أهل مكتشفه الكيميائي الأمريكي كاري موليس Mullis لنيل جائزة نوبل عام 1993.
وبعد ذلك، تفك شفرة متوالية كل شظية باستخدام آلة تسمى (المسلسل) Sequencer، والتي تنفذ مجموعة من التفاعلات الكيميائية التي طوّرها العالم البريطاني فريد سانجر Sanger، والحائز جائزة نوبل. وللتبسيط، نقول إن تلك التفاعلات تتضمن تمييز كل حرف في أي شظية بعينها بجزيء ملون يمكن قراءته بواسطة أشعة الليزر. ويقوم جهاز كمبيوتر بتحليل نتيجة الفحص بالليزر لإنتاج متوالية sequence لهذه الشظية، ثم يجمع جميع متواليات الشظايا (الشدف) المتراكبة overlapping، وذلك لتكوين جينوم العيّنة الأصلية.

## لماذا ندرس الجينوم
سيتيح مشروع الجينوم البشري فوائد جمة للبشرية، يمكننا توقع بعضها بينما سنفاجأ بالبعض الآخر. أما الفوائد المتوقعة للعلاج بالجينات فهائلة، ويمكن تلخيصها في مجالات عدة كالتالي:
تطوير أدوية ومعالجات جديدة: بالإضافة إلى صنع أدوية جديدة، يمكن اعتبار مشروع الجينوم البشري كبداية لحقبة جديدة من الطب الشخصي Personalized medicine. فالناس يميلون للاستجابة بصورة مختلفة تماماً للأدوية التي يصفها لهم الأطباء - حتى 50% من الأشخاص الذين يتناولون دواء معينا سيجدون أنه إما غير مؤثر، أو أنهم سيتعرضون لتأثيرات جانبية غير مرغوبة. ويعد أسلوب (اضرب واخسر) مضيعة مرعبة للوقت والمال، بل إنه قد يعرّض الحياة ذاتها للخطر.
وبالإضافة لذلك، فنحن جميعاً نختلف في قابليتنا للإصابة بالأمراض المختلفة، فبينما قد ينتهج رجل نمطا صحيا نسبيا للحياة قبل أن يسقط ضحية لنوبة قلبية في منتصف العمر، قد يظل صديقه الذي يدخن عشرين سيجارة يومياً ويتناول إفطاراً مقلياً كل يوم، قوياً حتى سن الثالثة والتسعين، لكن لماذا?... يقع جزء مهم من الإجابة في الجينوم البشري.
وقد اتضح أن 99.9% من متتاليات الـ DNA متشابهة في جميع البشر (ولذلك فنحن ننتمي جميعاً للنوع الحي نفسه)، لكن هذا الفرق الذي لا يزيد على 0.1% قد يفسّر استجاباتنا الفردية للأدوية وقابليتنا للإصابة بالأمراض الخطيرة.

## الطب الجزيئي(Molecular medicine)
- تحسين تشخيص الأمراض.
- الاكتشاف المبكر للاستعداد للإصابة بالأمراض الوراثية.
- تصميم الأدوية بصورة أكثر ملاءمة.
- المعالجة بالجينات وأنظمة التحكم للأدوية.
- علم الأدوية المجيني Pharmacogenomics، تصميم أدوية تستهدف أمراضاً وراثية بعينها.

### الجينوميات الجرثوميةMicrobial genomics
- مصادر جديدة للطاقة (الوقود الحيوي Biofuels).
- مراقبة البيئة لاكتشاف الملوّثات.
- الوقاية من الحرب البيولوجية والكيميائية.
- التخلص من النفايات السامة بطرق مأمونة وفعّالة في الوقت نفسه.
- فهم قابلية التعرض للأمراض والكشف عن الأهداف الحيوية التي يجب أن تدرس.

### الدراسات السكانية والأنثروبولوجية
- دراسة التطور عبر طفرات الخط الجنسي germline في السلالات البشرية المختلفة.
- دراسة أنماط هجرة المجموعات السكانية المختلفة استنادا إلى التوريث الجيني للإناث female genetic inheritance.
- دراسة طفرات الكروموسوم (Y) لتتبع السلالات وأنماط هجرة الذكور.

### استخداماتالدناDNA في مجالالطب الشرعي
- التعرف على المشتبه بهم المحتملين التي قد يطابق الدنا DNA الخاص بهم الأدلة الموجودة في مسرح الجريمة.
- تبرئة الأشخاص المتهمين بالخطأ في الجرائم.
- التحقق من علاقات البنوّة وغيرها من قضايا النسب.
- التعرف على الأنواع الحية المهددة بالانقراض والمحمية كمساعدة لمسئولي هيئات حماية الحياة البرية (ويمكن استخدامها في ملاحقة منتهكي قوانين حماية الحياة البرية).
- التعرف على البكتريا وغيرها من الجراثيم التي قد تلوّث الهواء، أو الماء، أو التربة أو الغذاء.
- تحقيق التوافق النسيجي بين المتبرع والمتلقي في برامج زراعة الأعضاء.

### الزراعة، وتربية الحيوان، والمعالجة البيولوجية
- تحديد نسب البذور أو الماشية في برامج التهجين.
- المحاصيل المقاومة للأمراض، والحشرات، والجفاف.
- حيوانات المزرعة الصحيحة، والأكثر إنتاجاً، والمقاومة للأمراض.
- منتجات زراعية أكثر فائدة غذائية.
- المبيدات الحشرية البيولوجية Biopesticides.
- اللقاحات vaccines التي يمكن أكلها، ومن ثم دمجها في المنتجات الغذائية.
- استخدامات بيئية جديدة لتنقية نباتات مثل التبغ.

## مخاطر متوقعة
عندما تصبح المنابلة الجينية إجراء دقيقاً، سيواجه الآباء المتوقعون بمجموعة واسعة من الاحتمالات. وهم سيرغبون، بطبيعة الحال، في أن يتأكدوا خلال المرحلة الجينية لنسلهم، في أن يقوم المعالجون بالجينات بتصحيح أي مشكلات قد تنشأ بسبب وجود جينات معيبة، وقد يطلب الآباء أيضاً من أولئك المعالجين رفع معدلات ذكاء أطفالهم، أو إضافة بضع بوصات إلى أطوالهم، أو منحهم قدرات رياضية متفوّقة، أو شعر مجعد، وعيون زرقاء، وبشرة متوافقة مع أحدث صرعة.
ويمكن أن تحظى المعالجة الوراثية بقبول عام أوسع إذا أمكن منع احتمال توافرها فقط كمعالجة مميزة للأغنياء وحدهم، ويتوقع فيليب كيتشر Kitcher، مؤلف الكتاب المعنون (حيوات قادمة: الثورة الوراثية والاحتمالات البشرية)، إن تلك الشكاوى المتعلقة بالعلاج بالجينات ستكون نادرة. ويقول (إذا ضمن المجتمع المستقبلي الوصول المتساوي لكل مواطنيه (و) إذا اهتم أولاً بالاحتياجات الصحية العاجلة قبل خلق الفرص لتحسين القدرات).
يجب علينا أيضاً أن نضع في اعتبارنا تأثيرات الهندسة الوراثية في المجالات الاجتماعية والسياسية، ونظراً لأن الفوائد الزراعية والطبية للهندسة الوراثية باهظة التكاليف، لن يتمكن الأفراد الفقراء، ولا الأمم الفقيرة من تحمّلها - على الأقل خلال السنوات القليلة القادمة. ونتيجة لذلك، فمن المرجح أن تتسع الفجوة الاقتصادية بين الأغنياء والفقراء، وبالإضافة إلى ذلك، يحاول زعماء العالم الثالث حماية النباتات والأنواع الحيوانية غير العادية من الاستغلال الغربي، فالشركات الغربية تريد هذه الأنواع من أجل مشاريع الهندسة الوراثية، وتأمل في أن تحصل عليها بأقل تكلفة ممكنة.

## الأخلاقيات
إن العلم في حد ذاته لا هو جيد ولا سيئ، لكن الاستعمالات التي يستخدم فيها هي التي تثير الأسئلة الأخلاقية، وما الهندسة الوراثية إلا تقنية فحسب، وعلينا أن نقرر إذا كنا نريد استخدامها، ومتى وكيف، ويجب أن تكون هذه القرارات مسؤولية الجميع.
ويمكن أن تمثل المخاوف التي يظهرها الناس فيما يتعلق بالهندسة الوراثية، علامة تشير إلى بداية العمل الفعّال للإنسان بخصوص القضايا البيئية العالمية، وكلما تأخرنا في العمل، قلت إمكانية نجاحنا في إنقاذ الأنظمة البيئية وتنوّعها البيولوجي.

## حب الاستطلاع
تقدمت معرفتنا عام 2010 في قراءة الجينات تقدماً كبيراً، وننظر ونتعجب لما لا يزال أمامنا من أسرار كتاب الحياة محتاج لفك ألغازه. إننا نتعجب كيف أن سلاسل الجينات ذات البعد الواحد تشكل إنسانا، وكيف أن الذرات والجزيئات تترتب عليها بحيث تشكل خريطة الدنا التي تقوم بتشكيل الجسم الحي بالكامل. فهي المصمم والباني وفي نفس الوقت واضعة القوانين والهيئة التنفيذية. وكيف أن تركيب الجينات يتفاعل مع عالم الحياة، بما فيها من صفات جسمية ونفسية وعقلية.
ليس هذا هو العجيب فقط، فقد ازداد تعجبنا عندما عرفنا أن كل الحيوانات الأخرى وكل النباتات لها دنا خاص بها؛ ولكنها تشترك جميعاً في كيفية بناءها. فيتكون الدنا فيها من سلسلتي السكر الفوسفوري المذكرين أعلاه وتربط بينهما الأربعة جزيئات A وTو C وG. أي أن كتاب الحياة مكتوب لجميع الكائنات الحية بواسطة أربعة أحرف، والاختلاف بين الأنواع المختلفة يعتمد على تتابع تلك الأربعة حروف التي يختزنها الدنا. مثلما نكتب كتباً ورسائل وصحفاً وأشعار بعدد 27 من الحروف الهجائية. كتاب الحياة مكتوب بأربعة حروف : A وT وC وG.

## جينوم البشر وجينوم الشمبانزي
وقد تأكد العلماء من وضع الإنسان في شجرة التطور من بعد أن تمكن الإنسان من تعيين تتابع الجينات في الدنا تبعه. وبدأ العلماء في تعيين تسلسل الجينات في حيوانات كثيرة ونباتات، وكان ملفتا للنظر التشابه بين دنا الإنسان ودنا الشمبانزي - فهو يعد من أقرب الرئيسيات إلينا. فقد قام العلماء قبل عام 2007 بتعيين تسلسل الجينات (تسلسل القواعد النتروجينية) للشمبانزي، واتضح أن تتابع جيناته مشابهة لتتابع الجينات في كروموسومات الإنسان بنسبة 96%.
وبمقارنة التكوين العضوي لكلاهما نجد علاقة قوية بين التركيب الكروموسومي في الإنسان وفي الشمبانزي. فالكروموسومات نستطيع رؤيتها تحت الميكروسكوب أثناء انقسام الخلية، وهي مكونة من الدنا. وكل كروموسوم يحوي مئات من الجينات (المورثات) في تتابع خاص. وبمقارنة الجينوم البشري وجينوم الشمبانزي وجد العلماء نفس تتابع الجينات في كل منهما، وإنما وجدوها على كروموسوم آخر.
نجد في الإنسان 23 زوجاً من الكروموسومات، أما الشمبانزي فله 24 زوجاً من الكروموسومات.
يذكر البروفيسور فرانسيس كولينز الذي أشرف على مشروع الجينوم البشري في كتابه الصادر في عام 2007 تحت عنوان«لغة الله في خلقه - عالم يقدم دليلا للإيمان»؛ يقول أنه يبدو وجود ذلك العدد المختلف من الكروموسومات في الإنسان والشمبانزي قد نتج عن التحام كروموسومين في الأجداد ليصبحا كروموسوما واحداً في الإنسان. يؤيد ذلك تحليل جينات الغوريلا وإنسان الغابة فكلاهما أيضا له 24 زوج من الكروموسومات.

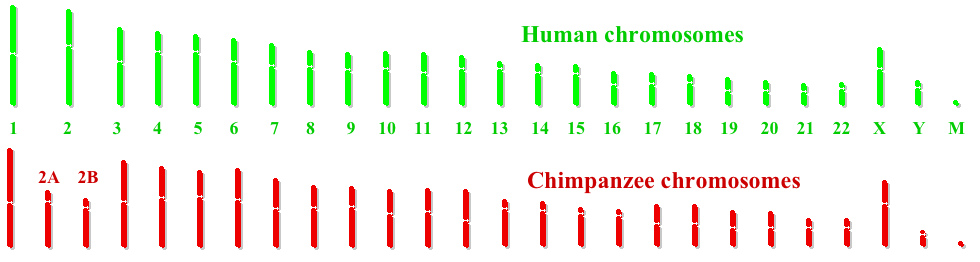
كروموسومات الإنسان وكروموسومات الشمبانزي. M : تعني دنا متقدرة. يلاحظ التحام كروموسوم 2 أ و2 ب للشمبانزي، لإنتاج كروموسوم 2 البشري.

وبالتوصل إلى تعيين الجينوم البشري كله فقد أصبح من الممكن البحث عن ذلك الكروموسوم في الإنسان الذي يحمل هذا الالتحام. وكان الشكل الطويل للكرموسوم 2 في الإنسان ملفتاً للنظر. ومن دراسة الكروموسومات نعرف أن كل كروموسوم تميزه عند طرفيه ترتيب معين للأزواج القاعدية وهذه خاصية موجودة في جميع الرئيسيات؛ وهي لا تظهر إلى على أطراف الكروموسومات. وقد وجد مكان الالتحام في المكان الذي توقعه التطور، وهو في وسط الكروموسوم 2 عند البشر.

## المصدر
مجلة العربي عدد يناير 2001 نسخة محفوظة 17 سبتمبر 2020 على موقع واي باك مشين. (بقلم د/إيهاب عبد الرحيم) حسب ترخيصها في ويكيبيديا:تصاريح بالنقل والاقتباس

[1]The Language og God , Francis Collins , 2007 , ISBN 13: 978 1 84739-092-9

## اقرأ أيضاً
- جين
- أطلس البروتين البشري
- أطلس جينوم السرطان
- كروموسوم
- تحليل الجينات
- اختلال الصيغة الصبغية
- قائمة مشاريع عملاقة
- مشروع جينوم الشمبانزي
- قائمة معلمات Y-STR
- قائمة الجينات البشرية